# Diethylstilbestrol
Diethylstilbestrol (DES), auch Diäthylstilböstrol, ist ein synthetischer Arzneistoff aus der Gruppe der nichtsteroidalen, selektiven Estrogen-Rezeptor-Modulatoren (SERM). Ein Analogon des DES ist Hexestrol. Das Antiestrogen DES wurde vor allem in den USA bis in die 1970er Jahre bei schwangeren Frauen eingesetzt um Schwangerschaftskomplikationen zu verhindern; die Substanz wurde in der Gynäkologie verboten, nachdem bekannt wurde, dass sie teratogen wirkt und bei Nachkommen zum Auftreten von u. a. Vaginalkarzinom oder Mikropenis führen kann. Heute geht man davon aus, dass 5 bis 10 Millionen Frauen (vor allem in den USA) mit DES behandelt wurden und es wurden total 12 gynäkologische Spätfolgen einer intrauterinen Exposition mit DES beschrieben, inklusive einer erhöhten Rate von Frühgeburten und Fehlgeburten.

## Geschichte
DES wurde erstmals 1938 von Edward Charles Dodds, Leon Goldberg und Robert Robinson synthetisiert und zur Behandlung von Kolpitis, Minderung von Beschwerden in der Menopause und der Stillzeit zugelassen. 1960 erkannte man, dass DES besser wirkt als Androgene bei der Behandlung von fortgeschrittenem Brustkrebs bei postmenopausalen Frauen. 1971 wurde herausgefunden, dass es ein Teratogen ist und bei Nachkommen zum Auftreten von u. a. Vaginalkarzinom oder Mikropenis führen kann. DES fand auf Grund seiner die Gebärmutterschleimhaut verändernden Wirkung Anwendung als eine das Einnisten des befruchteten Eies verhindernde „Pille danach“ zur Verhütung einer Schwangerschaft nach ungeschütztem Geschlechtsverkehr. In den 1990er Jahren waren einzige anerkannte Anzeigen für eine DES-Behandlung fortgeschrittener Brustkrebs in der Postmenopause und fortgeschrittener Prostatakrebs. Der letzte verbliebene Hersteller von DES, Eli Lilly, stoppte das Marketing von DES im Jahr 1997.

## Tierstudien
In Tierstudien wurde gezeigt, dass Mäuse, die pränatal hohen Dosen von DES ausgesetzt waren, eine erhöhte Tumoranfälligkeit an Nachfolgegenerationen weitergeben, wenn auch in geringerem Ausmaß.